# Lottery (Jade Bird)
Lottery è il primo singolo della cantautrice britannica Jade Bird, pubblicato il 12 gennaio 2018. Il 16 febbraio 2018 viene pubblicata una versione acustica del brano.

## Video musicale
Il videoclip della canzone, diretto da Kate Moross, è stato pubblicato sul canale VEVO della cantante il 18 gennaio 2018. Il video è realizzato con un'unica sequenza che riprende frontalmente Jade Bird intenta ad eseguire il brano con voce e chitarra.

## Tracce

### Download digitale
1. Lottery – 2:33

### Download digitale (acoustic)
1. Lottery (acoustic) – 2:56

## Classifiche

### Classifiche settimanali
| Classifica (2018)                     | Posizione massima |
| ------------------------------------- | ----------------- |
| Stati Uniti (Adult Alternative Songs) | 1                 |